# Haarlansuntti
Haarlansuntti är ett sund i Finland. Det ligger i landskapet Egentliga Finland, i den sydvästra delen av landet, 150 km väster om huvudstaden Helsingfors.
Haarlansuntti ligger mellan Satava i söder och Hirvensalo i norr. Den ansluter till Neponaukko och Samppasuntti i väster samt Vihtilänsalmi i öster. Vägen Kakskerrantie korsar sundet över en 4 meter hög bro.